# Edy-Nicolas Boyom
Edy-Nicolas Boyom, noto anche come Edward Nicolas M'Boyom (Batouri, 12 dicembre 1988), è un ex calciatore camerunese, di ruolo difensore.

## Carriera
Il 30 agosto 2016 viene acquistato a titolo definitivo dalla squadra albanese del Luftëtari.

## Palmarès

### Club

#### Competizioni nazionali
- Girabola: 4

Recreativo do Libolo: 2011, 2012, 2014, 2015